# Onthophagus dicax
Onthophagus dicax là một loài bọ cánh cứng trong họ Bọ hung (Scarabaeidae).